# Фонтана, Аттилио
Аттилио Фонтана (итал. Attilio Fontana; род. 28 марта 1952, Варесе, Ломбардия) — итальянский адвокат и политик, губернатор Ломбардии (с 2018).

## Биография
В 1975 году окончил Миланский университет, защитив диссертацию по уголовному праву на тему «Договорное мошенничество» (La truffa contrattuale). В 1980 году открыл в Варесе собственную адвокатскую практику, с 1988 года специализировался в кассационном производстве. В 1979—1982 годах занимался внесудебным примирением сторон в городе Индуно-Олона, с 1983 по 1988 год занимал должность почётного претора в Гавирате.

### Политическая карьера
Считаясь умеренным сторонником Лиги Севера, в 1995 начал политическую карьеру, победив на выборах мэра Индуно-Олоны и занимал её до 1999 года, когда решил подняться на региональный уровень. В 2000 году избран председателем регионального совета Ломбардии. В 2006 году после скандальной отставки своего однопартийца Альдо Фумагалли, Фонтана при поддержке Лиги Севера выставил свою кандидатуру на новых выборах мэра Варесе и победил, заручившись поддержкой 57,8 % избирателей. В 2011 году переизбран с результатом 53,89 % (его основной соперницей на сей раз была кандидатка правоцентристов Луиза Опранди). В 2009 году возглавил ломбардское отделение Национальной ассоциации итальянских коммун (ANCI) и вошёл в национальное правление этой организации. Вопреки политике своей партии, осуждал финансовую политику четвёртого правительства Берлускони и в знак протеста вышел из Ассоциации коммун, но был вновь переизбран и возглавлял её ломбардское подразделение до 2014 года.
8 января 2018 года губернатор Ломбардии, бывший лидер Лиги Севера Роберто Марони, объявил об отказе от переизбрания, и кандидатом партии стал Фонтана.
4 марта 2018 года на региональных выборах, состоявшихся одновременно с парламентскими, основным соперником Фонтана стал представитель Демократической партии Джорджо Гори, которого он уверенно победил с результатом 49,7 % против 29,1 %. Кандидат Движения пяти звёзд Дарио Виоли (Dario Violi) заручился поддержкой 17,3 % избирателей.

### Губернатор Ломбардии
26 марта 2018 года вступил в должность губернатора Ломбардии.
8 мая 2019 года, в разгар коррупционного скандала в Ломбардии, в ходе которого обвинения были предъявлены 43 должностным лицам, стало известно о привлечении к расследованию и Аттилио Фонтана — по подозрению в злоупотреблении служебным положением.
21 июля 2019 года опубликовал вместе с губернатором области Венеция Лукой Дзайя открытое письмо премьер-министру Конте с обещанием отказать в поддержке любому проекту предоставления большей автономии регионам, «если он выльётся в очередной фарс».
В начале 2020 года Ломбардия стала эпицентром распространения в Италии коронавирусной инфекции. По состоянию на 27 марта там были зарегистрированы 37 298 инфицированных из общего их количества по Италии 86 498 (за один день 26 марта в Ломбардии умерли 541 больной из 969 в целом по стране). 26 марта в Бергамо, наиболее пострадавший от эпидемии, прибыли 100 российских военных вирусологов. Фонтана поблагодарил Россию за помощь и обрушился с критикой на СМИ, назвавшие её по большей части бесполезной.
3 июля 2020 года прокуратура Милана начала расследование мошенничества при организации открытых торгов по факту заключения 16 апреля контракта на поставку медицинских халатов в регион Ломбардия фирмой Dama spa, совладелицей которой является жена Фонтана, а генеральным директором — её брат (по данным следствия, позднее контракт был переоформлен как благотворительный дар).
8 сентября 2020 года региональный совет Ломбардии большинством в 49 голосов против 29 отклонил инициированный фракцией Движения пяти звёзд вотум недоверия губернатору Фонтана из-за неэффективного противодействия органов исполнительной власти эпидемии COVID-19.
31 марта 2021 года стало известно о новых обвинениях против Аттилио Фонтана: прокуратура Милана вменила ему отмывание денег и подачу ложной декларации о доходах в связи с появлением 5,3 млн евро на его счёте в швейцарском банке, которые губернатор задекларировал как наследство.
12 и 13 февраля 2023 года в Ломбардии состоялись региональные выборы, победу на которых вновь одержал Фонтана с результатом 54,7 %, а возглавляемый им правоцентристский блок получил 48 мест в региональном совете. Сильнейшим соперником оказалась левоцетристская коалиция Пьерфранческо Майорино с участием Демократической партии и Движения пяти звёзд, которой достались 23 места.